# Drapeau tricolore
 (août 2024).
Si vous disposez d'ouvrages ou d'articles de référence ou si vous connaissez des sites web de qualité traitant du thème abordé ici, merci de compléter l'article en donnant les références utiles à sa vérifiabilité et en les liant à la section « Notes et références ».
Un drapeau tricolore est un drapeau comportant trois couleurs différentes. Les drapeaux nationaux allemand, américain, arménien, belge, britannique, congolais, français, italien, roumain, russe et serbe sont tricolores.
Certains de ces drapeaux, à bandes verticales, sont appelés le Tricolore ou le drapeau tricolore, c'est le cas des drapeaux de la Belgique, de la France, de la Serbie, de l'Irlande, de l'Italie, de la Roumanie, et du Sénégal.

## Exemples

### Bandes horizontales

Drapeau de l'Allemagne
Drapeau de l'Arménie
Drapeau de la Bolivie
Drapeau de la Bulgarie
Drapeau de la Colombie (largeurs inégales)
Drapeau de l'Estonie
Drapeau du Gabon
Drapeau de la Hongrie
Drapeau de la Lituanie
Drapeau du Luxembourg
Drapeau des Pays-Bas
Drapeau de la Russie
Drapeau de la Sierra Leone
Drapeau du Yémen

### Bandes horizontales chargées

Drapeau de l'Azerbaïdjan
Drapeau de la Birmanie
Drapeau de la Croatie
Drapeau de l'Égypte
Drapeau de l'Équateur (largeurs inégales)
Drapeau de l'Éthiopie
Drapeau du Ghana
Drapeau de l'Inde
Drapeau de l'Irak
Drapeau de l'Iran
Drapeau de la Libye (largeurs inégales)
Drapeau du Malawi
Drapeau du Niger
Drapeau du Paraguay
Drapeau du Rwanda (largeurs inégales)
Drapeau de la Serbie
Drapeau de la Slovaquie
Drapeau de la Slovénie
Drapeau de la Syrie
Drapeau du Tadjikistan
Drapeau du Venezuela

### Bandes verticales

Drapeau de la Belgique
Drapeau de la Côte d'Ivoire
Drapeau de la France
Drapeau de la Guinée
Drapeau de l'Irlande
Drapeau de l'Italie
Drapeau du Mali
Drapeau de la Roumanie
Drapeau du Tchad

### Bandes verticales chargées

Drapeau d'Andorre
Drapeau du Cameroun
Drapeau du Mexique
Drapeau de la Moldavie
Drapeau de Saint-Vincent-et-les-Grenadines (largeurs inégales)
Drapeau du Sénégal